# Çağdaş Atan
Çağdaş Atan (ur. 29 lutego 1980 w Izmirze) – turecki piłkarz występujący na pozycji obrońcy.

## Kariera klubowa
Atan zawodową karierę rozpoczynał w sezonie 2000/2001 w drugoligowym klubie Marmaris Belediye. W 2001 roku odszedł do innego drugoligowego zespołu - Altay SK. W sezonie 2001/2002 wywalczył z nim awans do ekstraklasy, ale w następnym spadł z klubem z tych rozgrywek. Wówczas odszedł do drużyny ekstraklasy - Denizlisporu. Zadebiutował tam 10 sierpnia 2003 w wygranym 2:0 ligowym meczu z Sebatsporem.
W 2004 roku podpisał kontrakt z Beşiktaşem JK, również grającym w pierwszej lidze. Pierwszy ligowy mecz zaliczył tam 12 września 2004 przeciwko Sakaryasporowi (4:1). W Beşiktaşie spędził dwa sezony, w ciągu których rozegrał tam 40 ligowych spotkań i zdobył 2 bramki. Z tym klubem zdobył także Puchar Turcji w 2006 roku. W tym samym roku został graczem Trabzonsporu. Jego barwy reprezentował przez kolejne dwa sezony. W tym czasie zagrał tam w 41 ligowych meczach i strzelił w nich 4 gole.
W 2008 roku trafił do niemieckiego klubu Energie Cottbus. W Bundeslidze zadebiutował 22 sierpnia 2008 w bezbramkowo zremisowanym pojedynku z Hannoverem 96. W sezonie 2008/2009 po przegranych barażach spadł z klubem do 2. Bundesligi. Wtedy odszedł do szwajcarskiego FC Basel. W szwajcarskiej ekstraklasie pierwszy występ zanotował 12 lipca 2009 przeciwko FC Sankt Gallen (0:2). Od czasu debiutu Atan był podstawowym graczem Basel.
W 2011 roku Atan wrócił do Turcji i został zawodnikiem Mersin İdman Yurdu. W 2012 roku przeszedł do klubu Akhisar Belediyespor. Następnie grał też w Gaziantep BB i Manisasporze.

## Kariera reprezentacyjna
W reprezentacji Turcji Atan zadebiutował 18 lutego 2004 w towarzyskim meczu z Danią.